# Bolszyje Jalcziki
Bolszyje Jalcziki (ros. Большие Яльчики) – wieś (sieło) w Rosji, w Czuwaszji, w rejonie jalczickim. W 2010 liczyła 1800 mieszkańców.